# Paola Coan
Paola Coan (* 1976 in Italien) ist eine italienische Physikerin und Hochschullehrerin.

## Ausbildung
Coan studierte bis 2002 Physik an der Universität Padua, Italien. Sie promovierte 2006 mit einer Arbeit zum Thema Development and application of the analyzer-based imaging technique with hard synchrotron radiation (deutsch: Entwicklung und Anwendung des analysebasierten Bildgebungsverfahrens mit harter Synchrotronstrahlung) an der European Synchrotron Radiation Facility (ESRF) in Grenoble, Frankreich.

## Beruf
Coan arbeitete an der Universität Joseph Fourier Grenoble I und für die ESRF. 2009 wurde sie als Professorin für Experimentalphysik–Medizinphysik an die Medizinischen Fakultät der Ludwig-Maximilians-Universität München (LMU) berufen. Ihre Professur wurde im Rahmen der Exzellenzinitiative geschaffen. Coan war von 2009 bis 2019 Mitglied des Exzellenzclusters Munich-Centre for Advanced Photonics (deutsch: Münchner Zentrum für fortgeschrittene Photonik) an der LMU. Coan hält Lehrveranstaltungen zu den Themen theoretische und experimentelle Aspekte der Röntgenphysik für die Biomedizin, einschließlich Röntgenbildgebungstechniken, Strahlentherapie und Strahlenbiologie.

## Forschungsinteressen
Coans Fachgebiet ist die Medizinphysik mit Schwerpunkt auf der Röntgendiagnose. Sie wendet die Röntgen-Methoden der Großanlagen auf Geräte an, die in Kliniken zur Verfügung stehen. Es gelang ihr durch die Beugung und Phasenverschiebung von Röntgenstrahlen den Kontrast der Röntgenbilder zu verbessern. Durch diese Techniken konnte sie kleinste Dichteänderungen an Knochen, Knorpel und Weichteilgewebe sichtbar machen. Dies trug zur Verbesserung der Diagnose von verschiedenen Krankheiten bei, darunter Kniegelenksarthrose, Brustkrebs und Neurodegenerative Erkrankungen. Sie baute die Arbeitsgruppe Brillante Röntgenstrahlung für die medizinische Diagnose (Brilliant X-Rays for medical diagnostics and biomedical imaging applications) an der LMU auf, die sie seit 2009 leitet.

## Ämter, Mitgliedschaften
Coan leitet die Arbeitsgruppe für Experimentalphysik–Medizinphysik an der LMU. Sie ist Co-Sprecherin des DAPHNE4NFDI = DAten aus PHoton- und Neutronen Experimenten für die Nationale Forschungsdateninfrastruktur (NFDI).
Coan gehört zum DFG-Forschungsteam Advanced Medical Physics for Image-Guided Cancer Therapy (Fortgeschrittene medizinische Physik für die bildgesteuerte Krebstherapie) und ist Fakultäts-Mitglied der International Max Planck Research School of Advanced Photon Science (Internationale Max Planck Forschungsschule für fortgeschrittene Photonen Wissenschaft, IMPRS-APS).
Coan ist Gastwissenschaftlerin am ESRF und Mitglied des Akademischen Senats der Ausbildungsstätte für Doktoranden auf dem Gebiet der Neurowissenschaften der Universität Mailand-Bicocca in Italien. Von 2014 bis 2018 war sie Vorsitzende des Internationalen Gremiums der Nutzer-Organisation des ESRF.
Sie war und ist Mitglied verschiedener COST-Aktionen (= Europäische Zusammenarbeit auf dem Gebiet der Wissenschaft und Technologie), die zur Strahlentherapie basierend auf Synchrotronstrahlung und zu fortgeschrittenen Methoden der Computertomographie forschen. Gegenwärtig ist Coan Mitglied einer COST-Aktion, die sich mit Biomaterial und fortgeschrittenen physikalischen Techniken der regenerativen Kardiologie und Neurologie beschäftigt.
Coan schreibt Rezensionen für nationale und internationale Geldgeber, darunter die Europäische Kommission.

## Veröffentlichungen (Auswahl)
- High-Spatial-Resolution Three-dimensional Imaging of Human Spinal Cord and Column Anatomy with Postmortem X-ray Phase-Contrast Micro-CT, 2020, Radiology 298(1), doi:10.1148/radiol.2020201622
- Frontiers of phase-contrast computed tomography, 2015, Acta Crystallographica Section A Foundations and Advances 71(a1):s153-s153, doi:10.1107/S2053273315097752
- Phase-contrast x-ray imaging of the breast: recent developments towards clinics, P Coan et al 2013 J. Phys. D: Appl. Phys. 46 494007 doi:10.1088/0022-3727/46/49/494007 online
- In vivo x-ray phase contrast analyzer-based imaging for longitudinal osteoarthritis studies in guinea pigs, Paola Coan et al 2010 Phys. Med. Biol. 55 7649 doi:10.1088/0031-9155/55/24/017
- Characterization of Osteoarthritic and Normal Human Patella Cartilage by Computed Tomography X-ray Phase-Contrast Imaging A Feasibility Study, Investigative Radiology 45(7):p 437-444, July 2010. doi:10.1097/RLI.0b013e3181e193bd
- Analyzer-based imaging technique in tomography of cartilage and metal implants: A study at the ESRF, Paola Coan et al, European Journal of Radiology, Volume 68, Issue 3, Supplement, December 2008, Pages S41-S48, doi:10.1016/j.ejrad.2008.04.036
- Evaluation of imaging performance of a taper optics CCD `FReLoN' camera designed for medical imaging, P Coan et al, 2006, J. Synchrotron Rad. (2006). 13, 260-270, doi:10.1107/S0909049506008983 online
- Phase-contrast X-ray imaging combining free space propagation and Bragg diffraction, P Coan et al, 2005, J. Synchrotron Rad. (2005). 12, 241-245, doi:10.1107/S0909049504028444 online